# Enrique Cadícamo
Enrique Domingo Cadícamo, noto anche con gli pseudonimi di Rosendo Luna e Yino Luzzi (Luján, 15 luglio 1900 – Buenos Aires, 3 dicembre 1999), è stato un poeta e scrittore argentino, personaggio di spicco nella storia del tango.

## Biografia
Decimo figlio di una famiglia di origine arbëreshë di San Demetrio Corone, emigrata dall'Italia a fine Ottocento e trasferitasi nel 1907 nel quartiere bairense di Flores. A 18 anni lavorò nel Consejo Nacional de Educación de Argentina a fianco del poeta, giornalista e politico Leopoldo Lugones. All'età di 26 anni pubblica la sua prima raccolta di poesie, intitolata Canciones grises, nei cui versi si sente una forte influenza del tango. Seguiranno altre due raccolte La luna del bajo fondo (1940) e Viento que lleva y trae (1945), in cui l'attrazione per il mondo del tango si fa più pregnante. Pubblicò anche un romanzo Café de camareras (1969) e una biografia del suo amico El desconocido Juan Carlos Cobián (1972).
Il primo tango a firma di Cadicamo è "Pompas de jabón", con musica del pianista e compositore Roberto Emilio Goyeneche, che fu il primo di quelli incisi da Carlos Gardel. Caso vuole che fosse anche l'autore del tango "Madame Ivonne", l'ultima incisione in Argentina di Gardel, prima di intraprendere la sua ultima tournée il 6 novembre 1933. A "Pompas de jabón" seguirono altri successi, di cui almeno una ventina incisi da Gardel
Il testo del suo famoso "Anclao en París" fu scritto Cadícamo in Spagna, a Barcellona, nel 1931. Lo inviò a Gardel che allora si trovava a Nizza. Guillermo Barbieri, uno dei chitarristi del cantante, compose la musica e Gardel la incise poco dopo.
Tra i molti premi ottenuti nel corso della sua carriera si ricorda il Premio Konex di platino nel 1985, conferito dalla Fundación Konex, come miglior autore di tango del decennio in Argentina, ottenne anche il Konex al Mérito nel 1984 nella disciplina Testimonial. come omaggio alla sua lunga carriera, il governo argentino nel 1987 lo dichiarò Ciudadano Ilustre de Buenos Aires e nel 1996 fu nominato Personalità Emerita della Cultura Argentina. morì a 99 anni, il 3 dicembre del 1999.

## Alcuni suoi tanghi
- Los mareados
- Tres Esquinas
- Por la vuelta
- Nostalgias
- Pompas de Jabón
- Muñeca Brava
- Noche de estrellas
- Vieja Recova
- ¡Che, papusa... Oí!
- Madame Ivonne
- Nunca tuvo novio
- Notas de bandoneón
- " El canto de Buenos Aires"
- " La casita de mis viejos"

Questa lista è inevitabilmente incompleta, avendo Enrique Cadicamo scritto circa 1200 testi di tango,

## Opere letterarie
- Canciones Tristes
- La Luna del Bajo Fondo
- Viento que Lleva y Trae
- "Historia del Tango en París
- El otro Juan Carlos Cobián
- Bajo el Signo del Tango